# Argyractis bedealis
Argyractis bedealis là một loài bướm đêm trong họ Crambidae.